# Eggerthella sinensis
Eggerthella sinensis es una bacteria grampositiva del género Eggerthella. Fue descrita en el año 2006. Su etimología hace referencia a China. Es anaerobia estricta e inmóvil. Crece formando cadenas. Forma colonias entre grises y blancas y no hemolíticas en agar sangre tras 48 horas de incubación. Temperatura de crecimiento óptima de 37 °C. Catalasa positiva. Se ha aislado de sangre en Hong Kong. 